# Bandipalya, Mysore
Bandipalya là một làng thuộc tehsil Mysore, huyện Mysore, bang Karnataka, Ấn Độ.